# Боргу

Ніккі-Боргу (позначено світлокоричневим кольором)

Боргу (фр. Borgou) — регіон північно-західної Нігерії та північного Беніну, який був розділений між Великою Британією та Францією під час Англо-Французької конвенції 1898 року. До конвенції — держава. Населяє Боргу два племені: Баріба і Боргава.

## Історія
Інформацію про походження і історію доколоніального Боргу століттями усно передавали у формі легенди про Кісру. Територія Боргу простягається від північно-східного і східного берега ріки Нігер до гір Аліборі на заході, на півдні до дощових лісів на кордоні з Землею Йоруба. На вершині могутності держава Боргу складалася з трьох князівств: Бусса, Ніккі та Ілло, чиї правителі є предками Кісри.

### Легенда про Кісру
За переказом Кісра жив у VII столітті в Бадарі біля Мекки, за часу пророка Мухамеда, який неодноразово, але безуспішно намагався навернути його в іслам, поки не розв'язав проти нього війну. Зрештою, Кісра був змушений тікати, рятуючи своє життя. Кочуючи зі своїми людьми з Аравії, подолавши пустелю Сахару і Сахель, він, нарешті, оселився на західному березі ріки Нігер, де його нащадки стали правителями Бусси, Ніккі та Ілло.
Легенда про Кісру не є однорідною і послідовною, деякі її варіанти лише описують певні події. Також події можуть відрізнятися деталями залежно від місця її походження в Боргу. Наприклад, відомо що за легендою засновниками трьох князівств стали троє синів Кісри: найстарший син Вору заснував Буссу (на заході), а його молодші брати Шабі і Біо заснували Ніккі (на півдні) й Ілло (на півночі). Проте існують версії, що Буссу заснував сам Кісра, або що Ніккі заснував Кісрин зять.
Кісра вважається першопредком Одудуа, засновника держави Іфе, та династії Бусси, що тривалий час було провідним містом Боргу.

### Війни
З часом провідними державами Боргу стають Ніккі і Бусса, які активно беруть участь у військових кампаніх в державах Дагомея і Ойо та хауса відповідно. Бусса тривалий час вела боротьбу з державою Нупе.
У XVIII ст. відбувається занепад держав Боргу, внаслідок чого Ніккі визнає зверхність Ойо. Бусса зменшується до колиць міста. Ілло опиняється під зверхністью хауської держави Кеббі, а згодом входить до її складу. У 1730 році Бусса перетворюється на емірат Боргу. У хауса було перейнято титул володаря саркін.
З ослаблення напочатку XIX ст. держави Ойо, об'єднання Боргу відбувається навколо Ніккі, що перевершує Буссу-Боргу. Втім згодом вимушена була боронитися від халіфату Сокото, яке підкорює Буссу. Ніккі-Боргу перетворюється на потугу, розширюючи кордони від Дагмоеї на півдні до Сокото на півночі, на заході кордони доходять до держав мосі.

### Ера колонізації
У 1894 році після підкорення Францією і Великою Британією держав Дагомея і Ойо відповідно почався тиск на держави Боргу. Суперечка між європейськими країнами тривала до 1898 року. Ще у 1897 року британські війська зайняли Буссу. 1898 року підписано англо-французьку конвенцію, що завершила поділ Боргу. При цьому західні області перейшли під владу британців у складі протекторату Північна Нігерія, південні та центральні області з містом Ніккі стали частиною Французької колоніальної імперії.